# Johann Adolph Darnstedt
Johann Adolph Darnstedt (* 1769 in Auma, Sachsen-Weimar; † 8. Mai 1844 in Dresden) war ein deutscher Zeichner und Kupferstecher.

## Leben

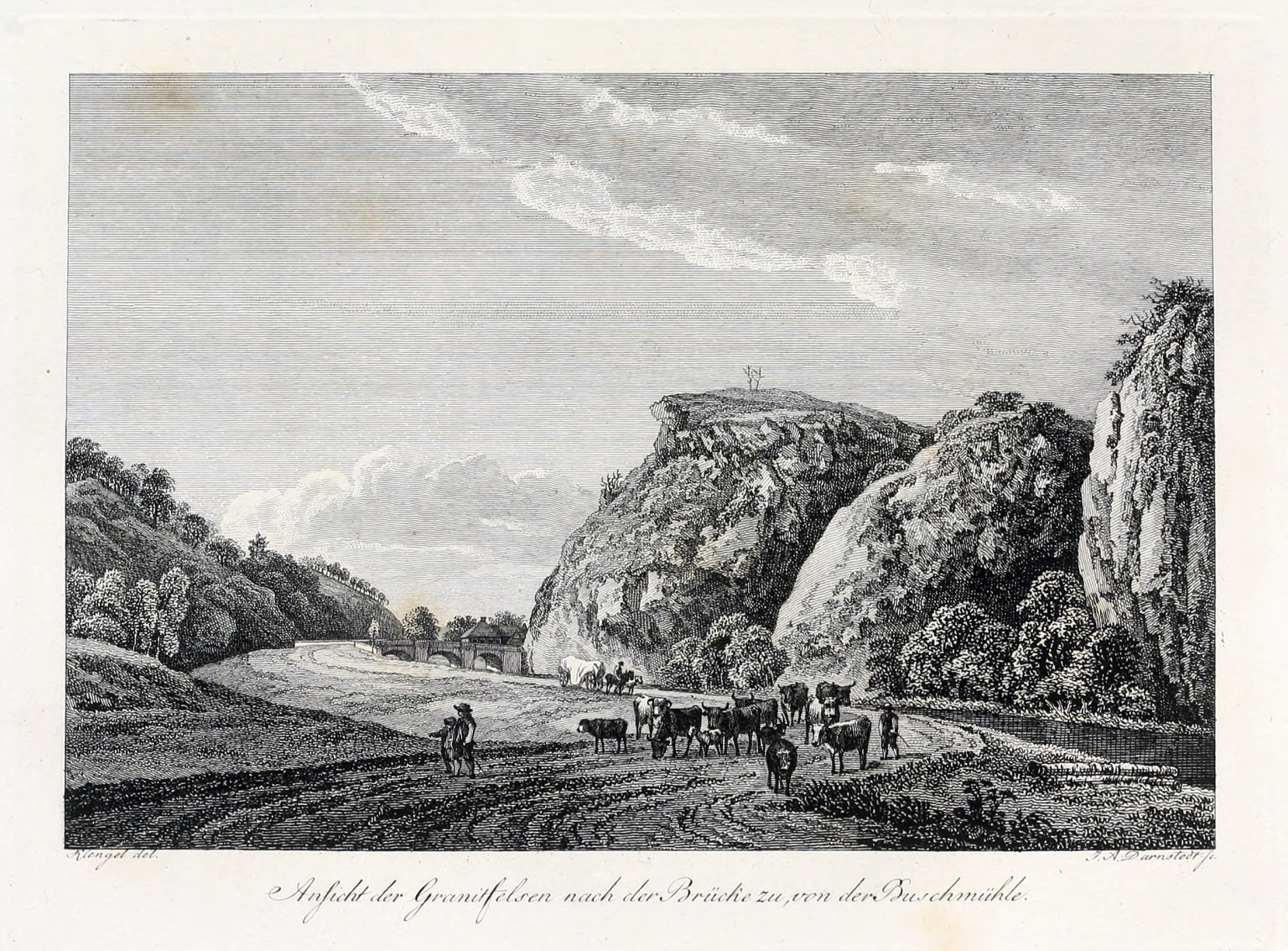
Hegereiterbrücke im Plauenschen Grund bei Dresden

Während seiner Kindheit siedelte die Familie im Jahr 1784 nach Dresden um. Hier entdeckte man sein künstlerisches Talent und folgerichtig studierte er von 1787 bis 1791 an der Dresdener Kunstakademie Zeichenunterricht. Er war dort Schüler bei Adrian Zingg. Anschließend war er Schüler beim Hofkupferstecher Christian Gottfried Schulze und widmete sich vornehmlich der Landschaftsstecherei. Nach Beendigung seiner Studien wurde er in Dresden freischaffend tätig. Im Jahr 1796 entstanden 16 Landschaften aus dem Plauenschen Grund; auf der Kunstausstellung 1801 in Dresden sorgten sie für großes Aufsehen.
Durch seine hohe Detailtreue und anspruchsvolle Arbeit entwickelte er sich zum erstrangigen und begehrtesten Kupferstecher seiner Zeit. Vom Generaldirektor der Kunstakademie Dresden, dem Grafen Marcolini, wurde er dem sächsischen Kurfürsten empfohlen. Von 1804 an arbeitete er überwiegend für Kurfürst Friedrich August I. und nahm an Kunstausstellungen teil.
In den Jahren 1808 und 1810 erhielt er die Goldmedaille der Mailänder Kunstakademie für Kupferstecher. Am 5. Januar 1811 wurde er zum Mitglied der Kunstakademie Dresden und bereits am 31. Dezember 1815 zum außerordentlichen Akademieprofessor berufen. Im selben Jahr ernannte die Berliner Kunstakademie ihn zum Mitglied, im Jahr 1814 folgte die Mailänder Kunstakademie und wenig später die Petersburger und Kopenhagener Kunstakademie mit ihren Berufungen. Neben seiner Dresdner Arbeit fertigte er Stiche für das Musée Napoléon in Paris an. Ebenso fertigte er Stiche für Johann Christian Klengel, Philipp Otto Runge, Frederik de Moucheron und Joseph Wynants in deren Auftrag. Für den Dresdner Archäologen Wilhelm Gottlieb Becker illustrierte er die Bände 1 und 3 des Augusteum. Dabei fanden die 40 Stiche vom Seifersdorfer Tal wiederum allerhöchste Anerkennung. Die Künstler Johann Gottfried Abraham Frenzel, Johann Gottlob Schuman und Eduard Harnapp waren unter anderen seine Schüler. Im Jahr 1819 erkrankte er am Schwarzen Star; wegen der Verschlechterung seines Gesundheitszustandes beendete er sein künstlerisches Wirken am 1. Januar 1829.
Seine Werke befinden sich in zahlreichen Sammlungen: in den Staatlichen Kunstsammlungen Dresden, im Dresdner Stadtmuseum, im Dresdner Körnermuseum, im Stadtmuseum Nürnberg und Berlin.

## Werke (Auswahl)
- 1792: 40 Stiche vom Seifersdorfer Tal, bei Dresden
- 1796: 16 Landschaften aus dem Plauenschen Grund bei Dresden.
- 1801: „Der Weise“ und „Der Weise unter den Hirten“, Dresden.
- 1803 bis 1805: „Die Tageszeiten“, Dresden.
- 1818: „Ansicht der Domkirche zu Köln“, gestochen nach Domenico Quaglio, sein Hauptwerk.